# 圍城跳棋
圍城跳棋（Ringo），是約十九世紀德國的兩人棋類，是種跳棋遊戲。

## 棋具
- 棋盤為六個同心圓線，並有米字形的直線劃除最內心之外的五個圓圈，將棋盤分為八份，組成共四十一個棋格。
  - 除最內圈外，其中八分之一區域稱為中立區，共五個棋格。
  - 最內圈稱為城堡，可以放兩枚棋子。

- 以兩色棋子區分敵我，攻方七枚棋子，守方四枚棋子。

## 規則
- 棋子皆放在棋格上。攻方七枚棋子放於除中立區之外的最外圈，守方四枚棋子在第二內圈。

- 每回合玩家的一枚己棋可能有二種行動。無論是何種行動，攻方棋子都不可往更外圈移動，守方棋子不可往城堡移動。
  - 跳吃：跳過一枚鄰邊格的敵棋落到同方向的緊連空格，然後把被跳過的敵棋移出棋盤，沒有連跳吃。但在中立區的敵棋只會被跳過，不能被吃。
  - 鄰移：移至鄰邊空格，但不可從中立區外移至中立區。

- 在中立區的攻方棋子數量不能超過守方在棋盤的數量。

- 攻方以兩枚己棋放在城堡獲勝；守方以消滅攻方所有棋子為勝[2]。

## 外部連結
- 遊戲介紹 （页面存档备份，存于）
- 遊戲下載